# Hessea
Hessea, rod trajnica, lukovičastih geofita iz potporodice Amaryllidoideae, dio podtribusa Strumariinae. Postoj 13 priznatih vrsta na jugu afričkog kontinenta (Namibija i JAR).
Rod je opisan 1837., a tipična vrsta je Hessea stellaris.

## Vrste
1. Hessea breviflora Herb.
2. Hessea cinnamomea (L'Hér.) T.Durand & Schinz
3. Hessea incana Snijman
4. Hessea mathewsii W.F.Barker
5. Hessea monticola Snijman
6. Hessea pilosula D.Müll.-Doblies & U.Müll.-Doblies
7. Hessea pulcherrima (D.Müll.-Doblies & U.Müll.-Doblies) Snijman
8. Hessea pusilla Snijman
9. Hessea speciosa Snijman
10. Hessea stellaris (Jacq.) Herb.
11. Hessea stenosiphon (Snijman) D.Müll.-Doblies & U.Müll.-Doblies
12. Hessea tenuipedicellata Snijman
13. Hessea undosa Snijman